# 송갑석
송갑석(宋甲錫, 1966년 10월 10일~)은 대한민국의 제20·21대 국회의원이다.

## 학력
- 포두국민학교 졸업
- 포두중학교 졸업
- 광덕고등학교 졸업
- 전남대학교 무역학 학사(1996년)

## 경력
- 1989. 11.~1990. 11. 전남대학교 총학생회 회장
- 1990. 1.~1990. 11. 제4대 전국대학생대표자협의회(전대협) 의장
- 1999. 1.~2001. 12. 광주YMCA 서구지회 운영위원
- 2003. 1.~2008. 3. 미래재단 이사
- 2003. 11.~2004. 5. 열린우리당 중앙위원
- 2004. 8.~2005. 8. 미국 서던캘리포니아대학교 객원연구원
- 2007. 7.~2007. 10. 대통합민주신당 대통령경선후보 대변인
- 2007. 11.~2007. 12. 대통합민주신당 대통령후보 청년위원회 위원장
- 2009. 8.~2012. 4. 민족화해협력범국민협의회 청년위원회 위원장
- 2010. 7.~2012. 4. 한국공공데이터센터 소장
- 2010. 9.~2012. 4. 전남과학대학교 객원교수
- 2012. 4.~ 광주학교 이사장, 교장
- 2015. 3.~2016. 1. 참여연대 운영위원
- 2015. 4.~2015. 12. 새정치민주연합 정책위원회 부의장
- 2015. 12.~2016. 5. 더불어민주당 정책위원회 부의장
- 2016. 3.~ 사람사는세상 노무현재단 광주지역위원회 운영위원
- 2016. 5.~2024. 5. 더불어민주당 광주광역시당 서구 갑 지역위원회 위원장
- 2017. 4.~2017. 5. 제19대 대통령선거 더불어민주당 문재인후보 비서실 부실장
- 2018년 6월 13일: 2018년 재보궐선거 당선(광주 서구 갑, 더불어민주당, 초선)
- 2018. 8.~2022. 8. 더불어민주당 광주광역시당 위원장
- 2020. 2.~2020. 8. 더불어민주당 중앙당 대변인
- 2020년 4월 15일: 대한민국 제21대 국회의원 선거 당선(광주 서구 갑, 더불어민주당, 재선)
- 2020. 6.~2021. 5. 더불어민주당 정책위원회 제4정책조정위원장
- 2020. 7.~ 더불어민주당 코로나19 국난극복 민생일자리 TF 팀장
- 2021. 5.~2021. 11. 더불어민주당 전략기획위원장
- 2021. 6.~2022. 9. 민주연구원 부원장
- 2021. 6.~2021. 10. 더불어민주당 제20대 대선경선기획단 총괄간사 겸 경선기획분과장
- 2022. 9.~ 더불어민주당 검찰독재정치탄압대책위원회 부위원장
- 2023. 2.~ 더불어민주당 기본사회위원회 부위원장
- 2023. 3.~2023. 9. 더불어민주당 최고위원

### 의정 활동
- 2018. 6.~2020. 5. 제20대 국회의원(광주 서구 갑, 더불어민주당, 초선)
  - 2018. 7.~2020. 5. 제20대 국회 후반기 산업통상자원중소벤처기업위원회 위원
  - 2018. 7.~2019. 5. 제20대 국회 후반기 예산결산특별위원회 위원
  - 2018. 10.~2019. 6. 제20대 국회 윤리특별위원회 위원
  - 2019. 7.~2020. 5. 제20대 국회 후반기 예산결산특별위원회 위원
- 2020. 5.~2024. 5. 제21대 국회의원(광주 서구 갑, 더불어민주당, 재선)
  - 2020. 6.~2021. 6. 제21대 국회 전반기 산업통상자원중소벤처기업위원회 간사
  - 2021. 6.~2022. 5. 제21대 국회 전반기 산업통상자원중소벤처기업위원회 위원
  - 2021. 6.~2022. 5. 제21대 국회 전반기 산업통상자원중소벤처기업위원회 중소벤처기업소위원회 위원장
  - 2022. 7.~2024. 5. 제21대 국회 후반기 국방위원회 위원

## 전과
- 대통령선거법위반, 집회및시위에관한법률위반: 징역 8월, 집행유예 1년 - 1988년 2월 27일 선고, 1988년 12월 21일 특별사면[1]
- 특수공무집행방해치상, 폭력행위등처벌에관한법률위반, 집회및시위에관한법률위반, 화염병사용등의처벌에관한법률위반, 총포.도검.화약류등단속법위반(국가보안법): 징역 5년, 자격정지 5년 - 1991년 8월 17일 선고, 1999년 2월 25일 특별사면복권[1]
- 도로교통법위반(음주운전): 벌금 3,000,000원 - 2003년 5월 13일 선고 / 투자금 미변제, 사업실패로 인한 실수로 깊이 반성중이라 밝힘[1]
- 사기: 벌금 5,000,000원 - 2003년 7월 2일 선고 / 투자금 미변제로 인한 선고, 투자자에게 선처를 받았으며 전부 변제했다고 밝힘[1]

## 역대 선거 결과
|  | 9.17% |

|  | 16.74% |

|  | 35.33% |

|  | 83.46% |

|  | 82.18% |

## 소속 정당
| 소속 정당 | 소속 정당      | 소속 기간 | 비고      |
| --------- | -------------- | --------- | --------- |
|           | 무소속         | 2000      | 정계 입문 |
|           | 새천년민주당   | 2000~2003 | 입당      |
|           | 무소속         | 2003      | 탈당      |
|           | 열린우리당     | 2003~2007 | 창당      |
|           | 대통합민주신당 | 2007~2008 | 합당      |
|           | 통합민주당     | 2008      | 합당      |
|           | 민주당         | 2008~2011 | 당명 변경 |
|           | 민주통합당     | 2011~2012 | 합당      |
|           | 무소속         | 2012      | 탈당      |
|           | 민주통합당     | 2012~2013 | 복당      |
|           | 민주당         | 2013~2014 | 당명 변경 |
|           | 새정치민주연합 | 2014~2015 | 합당      |
|           | 더불어민주당   | 2015~현재 | 당명 변경 |

## 같이 보기
- 서구 갑 (2004년 광주 선거구)
- 광주 서구의 국회의원